# Juan Peyronnet

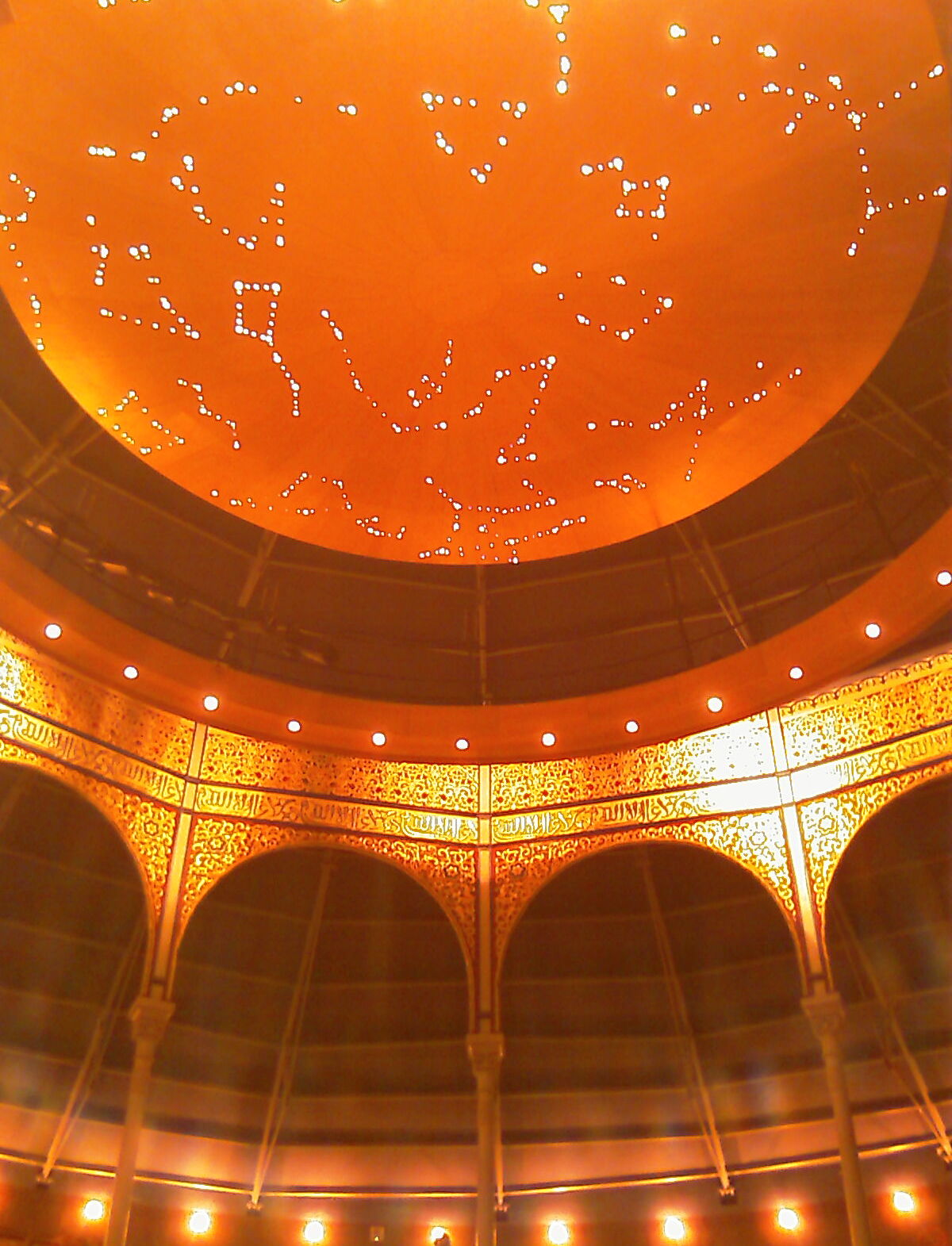
Juan Peyronnet dirigió las obras del Teatro Circo de Albacete (1887).

Juan Antonio Peyronnet Rodríguez fue un arquitecto español del siglo XIX. Desarrolló su actividad en la ciudad de Albacete, dónde dirigió las obras del histórico Teatro Circo.

## Biografía
Hijo de Juan Bautista Peyronnet, el arquitecto que rehabilitó la Puerta del Sol de Madrid en el siglo XIX.
Con título de arquitecto por la Academia de San Fernando, en 1882 se convirtió en arquitecto municipal de Albacete sucediendo en el cargo a Tomás Rico Valarino. Desempeñó el cargo hasta 1897.
Diseñó el Plan de Alineaciones de Albacete de 1882-1886 consistente en la formación de un plano general de alineación por barrios, comenzando por las principales calles de la ciudad. Dirigió las obras del Teatro Circo de Albacete, inaugurado en 1887. En 1889 proyectó la Cárcel de Partido.